# Johann Christian Behmer

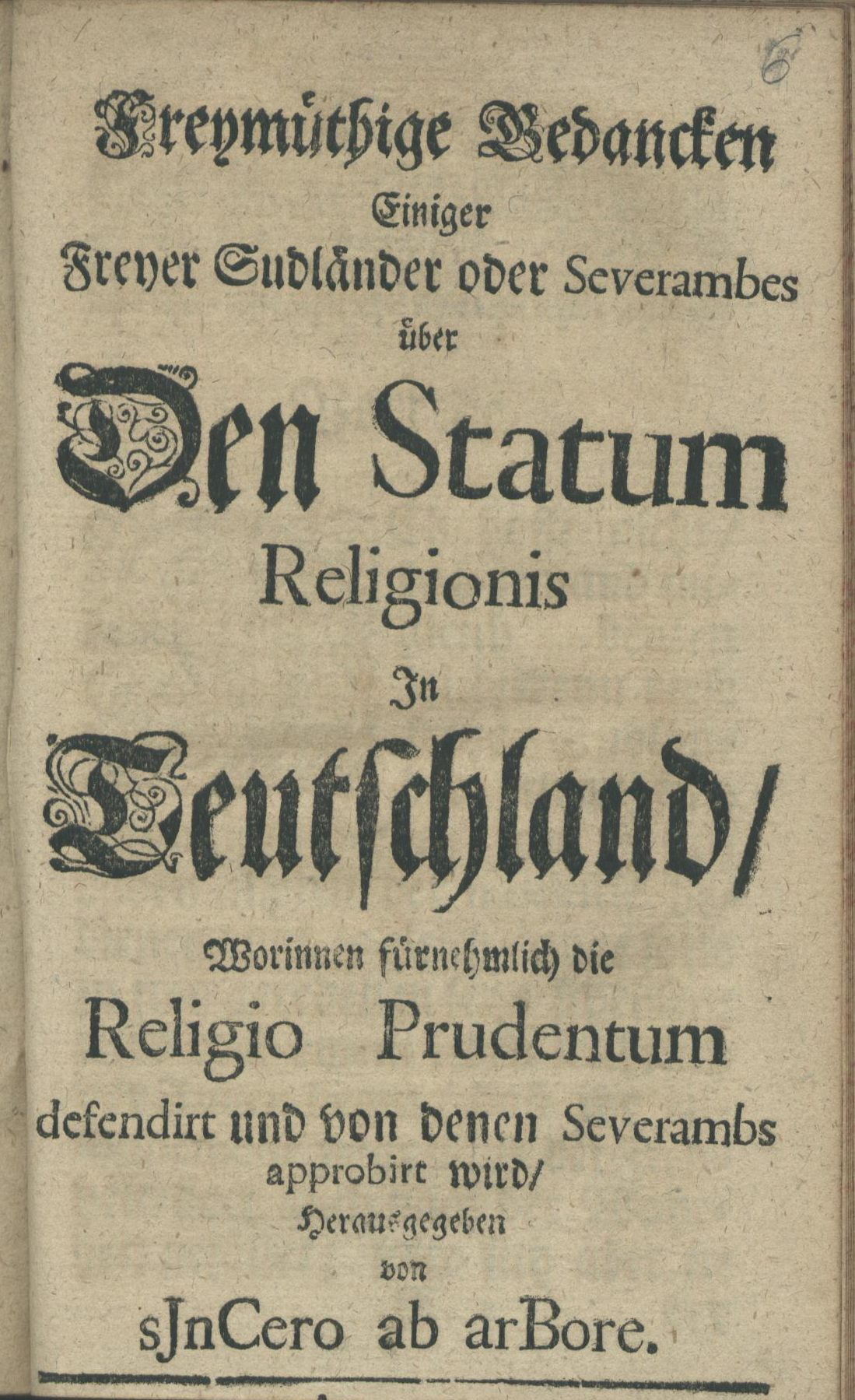
Titelblatt des Werks: Freymuethige Gedancken (1701)

Johann Christian Behmer (* um 1688 in Köthen; † nach 1729 ebd.) war ein Jurist, Beamter und Autor der Frühaufklärung.

## Leben und Wirken
Behmer (auch: Böhmer oder Boehmer) war Sohn einer bürgerlichen Juristenfamilie reformierten Glaubens aus Köthen, die wohl mit der Hallenser Linie des weit verzweigten Gelehrtengeschlechts Boehmer verwandt war. Er ist nicht zu verwechseln mit dem Köthener Stadtphysicus von 1672 Johann Christian Behmer, der mit Catharina Magdalena Müller verheiratet war.
Als noch nicht sonderlich gebildeter Jurastudent in Erfurt legte er seine kritischen Gedanken in Form von Büchern nieder, wobei er unter indirektem Einfluss von Schriften des Frühaufklärers Christian Thomasius (so vor allem der Monatsgespräche 1689) stand, jedoch direkt auf Publikationen des Quedlinburger Oberhofpredigers Friedrich Ernst Kettner (Exercitationes historico-theologicae de religione prudentum, 1701) zurückgriff.
Er war mithin der als sJnCero ab arBore zeichnende, anonyme Autor der 1701 verbreiteten freidenkerischen Streitschrift Freymüthige Gedancken einiger freyer Südländer über Den Statum Religionis in Teutschland, Worinnen ... die Religio Prudentum defendirt und von denen Severambs approbirt wird, in der fiktive, exotische Südländer namens Severamben aus unverdorbener Sicht über Zustände in Deutschland diskutieren (dieses Motiv findet sich zuvor im Roman L’Histoire des Sevarambes von Denis Vairasse).

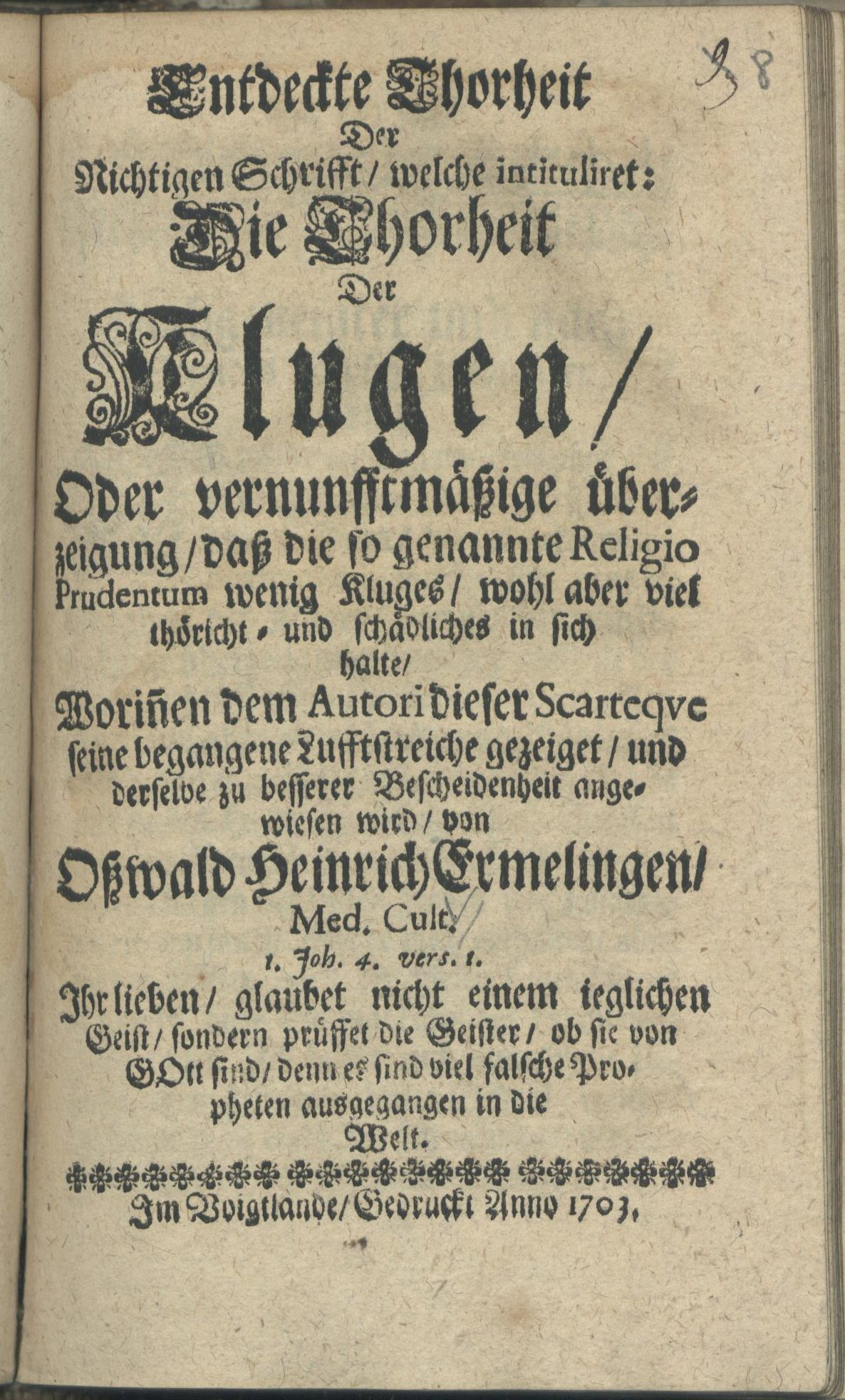
Entdeckte Thorheit Der Nichtigen Schrifft (1703)

Es folgten bald noch zwei weitere derartige Druckschriften, die er unter den Pseudonymen Oßwaldt Heinrich Ermeling, Med. Cult. bzw. J.C.M.D.P. veröffentlichte, so zuerst im Jahr 1702 die Bedencken Von der Religione Eclectica, Oder Von derjenigen Religion, da ein Gelehrter aus allen Religionen das Beste wehlet, und sich nicht völlig zu einer Pathey wendet. Dieser wurde seitens Kettners in einer Druckschrift, erschienen 1702 in Jena, mit entschiedener Entrüstung begegnet, und darin benannte Kettner einen "J.C.B., reformierter Advocat in Köthen" als den anonymen Autor.
Um 1703 erschien Behmers Streitschrift: Entdeckte Thorheit Der Nichtigen Schrifft, welche intituliret: Die Thorheit der Klugen, Oder vernunfftmäßige überzeigung, daß die so genannte Religio Prudentum wenig Kluges, wohl aber viel thöricht und schädliches in sich halte (Im Voigtlande/Gedruckt Anno 1703), diesmal unter Verwendung des Pseudonyms "Oßwaldt Heinrich Ermeling".
Seine Dissertation Disputatio inauguralis juridica, de remissione delicti privata erschien 1704, unter Nennung seines wahren Namens, in Erfurt beim Drucker Groschianius. Im Jahr 1705 wird er in der Heimatstadt Köthen als Jur. practicus erwähnt, war also praktizierender Anwalt ebendort. Um 1722 wurde er fürstlich anhalt-köthenscher Kammersekretär. Etwa 1727/1728 war er ehemaliger Kammerdirektor und reichte wegen ausstehender Besoldung eine schriftliche Beschwerde beim Kaiser ein.